# 熊本県道280号新合高浜港線
熊本県道280号新合高浜港線（くまもとけんどう280ごう しんごうたかはまこうせん）は、熊本県天草市を通る一般県道である。

## 概要

### 路線データ
- 起点：熊本県天草市河浦町新合（河浦町新合交差点、国道266号交点）
- 終点：熊本県天草市天草町高浜南

## 路線状況

### 重複区間
- 熊本県道35号牛深天草線（天草市河浦町今田 - 天草市河浦町河浦）

## 地理

### 通過する自治体
- - 天草市

### 交差する道路
| 交差する道路                        | 交差する場所 | 交差する場所            |
| ----------------------------------- | ------------ | ----------------------- |
| 国道266号                           | 河浦町新合   | 河浦町新合交差点 / 起点 |
| 熊本県道35号牛深天草線 重複区間起点 | 河浦町今田   |                         |
| 熊本県道35号牛深天草線 重複区間終点 | 河浦町河浦   |                         |
| 国道389号                           | 天草町高浜南 |                         |

### 沿線
- 天草市立天草小学校
- 天草市役所 天草支所

### 峠
- 八久保峠